# Битуриги
Битуриги (лат. Bituriges) — кельтский народ, живший в Аквитании, главным их городом был Аварик (Avaricum), современный Бурж (Bourges). Битуриги распались на два отдельно жившие племени — Битуриги-кубы (Bituriges Cubi) и Битуриги-вибиски (Bituruges Vibisci).
Битуригами-кубами назывались битуриги, которые жили к югу от среднего течения Луары, вокруг главного своего города Аварика (взят Цезарем в 52 г. до н. э.).

Битуриги-вибиски назывались битуриги, которые обитали на нижнем течении Гаронны и на Жиронде. Центром битуригов-вибисков был портовый город Бурдигала, нынешний Бордо.
Битуриги понесли многочисленные жертвы во время разрушения Цезарем Аварика. В императорскую эпоху рекрутами этого воинственного племени были укомплектованы две римские когорты.